# Sredozemno more
Sredozemno more ili Mediteransko more (lat. Mare Mediterraneum), poznato i po starorimskom nazivu Mare nostrum (lat. za „Naše more”), je rubno more Atlantskog oceana površine oko 2,5 milijuna km² koje je povezano s matičnim Atlantskim oceanom kroz Gibraltarski tjesnac (širine 14 km). Nalazi se između Europe na sjeveru, Azije na istoku i Afrike na jugu, osim s matičnim oceanom povezano je s Indijskim oceanom preko Sueskog kanala i Crvenog mora, a s Mramornim morem preko Dardanela. More je toplo. Ljetna temperatura rijetko doseže 30 Celzija, a zimska jako rijetko pada ispod 15.
Zemlje koje okružuju Sredozemno more nazivaju se zemljama Sredozemlja, a cijelo područje mora i obalnih zemalja Sredozemlje ili Mediteran. 

## Sredozemne zemlje
Sredozemne odnosno mediteranske zemlje jesu:
1. Gibraltar
2. Španjolska
3. Portugal *
4. Andora *
5. Francuska
6. Monako
7. Italija
8. San Marino *
9. Vatikan *
10. Malta
11. Slovenija
12. Hrvatska
13. BiH
14. Srbija *
15. Crna Gora
16. Albanija
17. Sjeverna Makedonija *
18. Grčka
19. Turska
20. Cipar
21. Sirija
22. Libanon
23. Izrael
24. Egipat
25. Libija
26. Tunis
27. Alžir
28. Maroko

* Iako nemaju izravan izlazak na more, UNESCO spominje i ove zemlje, kao zemlje Sredozemlja. Kriteriji su da se one nalaze u regiji, da gravitiraju tom području ili su kulturom, poviješću i tradicijom vezane za to područje.

## Spomenici
- Na dnu Sredozemlja 1954. postavljen je brončani kip Guida Gallettija Krist bezdana (tal. Il Cristo degli Abissi).

## Poveznice
- Popis otoka u Sredozemnom moru

## Vanjske poveznice
Sestrinski projekti
|  | Zajednički poslužitelj ima stranicu o temi Sredozemno more    |
|  | Zajednički poslužitelj ima još gradiva o temi Sredozemno more |